# Yuliya Kosenkova
Yuliya Kosenkova (Rusia, 28 de marzo de 1973) es una atleta rusa retirada especializada en la prueba de 1500 m, en la que consiguió ser medallista de bronce europea en pista cubierta en 2000.

## Carrera deportiva
En el Campeonato Europeo de Atletismo en Pista Cubierta de 2000 ganó la medalla de bronce en los 1500 metros, con un tiempo de 4:13.60 segundos, tras la rumana Violeta Szekely  y su compatriota rusa Olga Kuznetsova.